# 41661 Heathercraig
41661 Heathercraig è un asteroide della fascia principale. Scoperto nel 2000, presenta un'orbita caratterizzata da un semiasse maggiore pari a 2,255525 UA e da un'eccentricità di 0,062508, inclinata di 5,988496° rispetto all'eclittica.